# イワヤナギシダ

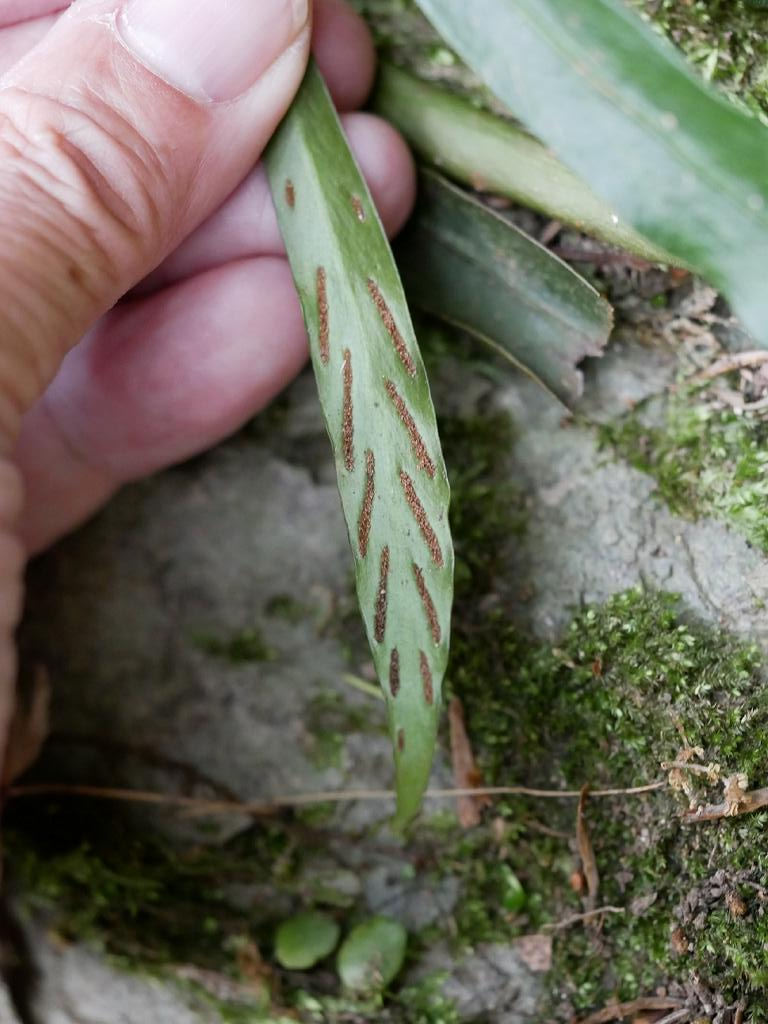
胞子嚢群の様子を示す

イワヤナギシダ（Loxogramme salicifolia）はウラボシ科のシダ植物。単葉の細長い葉をつけるもので、葉裏に線状の胞子嚢群を多数平行に着ける。よく似たものにサジランがある。

## 特徴
常緑性の小型な草本。根茎は長く横に這って伸び、その径は1.3-2 mm、表面にはやや密に鱗片がある。鱗片は膜質で赤褐色をしており、卵状披針形で先端は鋭く突き出して尖り、縁は滑らかで長さは約3 mm。葉柄は淡緑色で褐色を帯びるようなことはない。葉身は狭倒披針形から線形で長さ15-20 cm、幅1-1.7 cmで縁は滑らかで先端は突き出して尖り、基部に向かっては次第に狭くなって葉柄の翼に流れ入る。中肋は表の面には盛り上がり、裏面は平らになっている。細かな葉脈は表面には見えないが網状になっており、網の目には遊離脈がある。
胞子嚢群は線形で、主脈の両側に多数が平行して並ぶ。位置としては葉身の先端から中央部まで、あるいはそれより基部にまで並び、中肋のそばから縁近くまで伸びて長さ3 cmにまでになり、中肋とは鋭角に交わって斜め上に伸びる。
和名は岩柳羊歯の意で、岩の上に生える柳の葉のようなシダ、を意味する。

## 分布と生育環境
日本では本州の千葉県以西、四国、九州、琉球列島（ただし沖縄本島以北）、に分布し、国外では朝鮮（済州島）、中国、台湾から知られる。
山地の森林内の、やや湿気の多い場所で岩の上や樹幹に着生してみられる。

## 類似種など
本種の属するサジラン属にはアジアの熱帯域を中心に40種があり、そのうち日本に産するのは4種である。そのうちでヒメサジラン L. grammitoides は葉の長さが2-12 cmで普通は10 cmを越えず、根茎も径1 mm以下と本種よりはるかに小さい。ムニンサジラン L. boninensis は本種とよく似ているが胞子嚢群が細く、また葉の縁に近い位置まで伸びる点で異なる。またこの種は小笠原諸島の固有種である。海老原 (2017)はこの種が本種と一番近縁であろうと示しており、ただしその差異や遺伝的な分化の程度については検証が必要としている。
よく似ていて混同しやすいのはサジラン L. duclouxii で、大きさや形はもちろん、生育環境や分布域もほぼ共通している。区別点として岩槻 (1992)は本種では葉柄が緑色であるのに対してこの種では基部近くから紫褐色から黒褐色に着色して光沢があること、本種の葉が狭い倒披針形から線形であるのに対してこの種は狭い倒披針形であることをあげている。光田 (1986)はいずれも胞子葉にある胞子嚢群が主軸に対して強く傾いているのだが、イワヤナギシダの方がその傾きが深いことをあげている。またこの種の場合、胞子嚢群の傾きが大きいことから、平行してならぶ隣の胞子嚢群とほんの一部が重なるだけで、時には全体としてはほぼ1列に並んで見える。この種は日本では本州の福島県以南、九州まで分布し、本種とは南北で重ならない地域がある。
海老原 (2017)は上記3種を同一クレードとしている。
なお、単葉で胞子嚢群が線状に伸び、斜めに配置するものとしては別属のヤリノホクリハラン Colysis wrightii などもあるが葉質がずっと薄い。また別科ではあるがヘラシダ Diplazium subsinuatum 、コタニワタリ Asplenium scolopendrium などもある。こちらは葉柄がはっきり区別できること、胞子嚢群に包膜があることなどで混同することは少ない。

### 種内変異
フギレイワヤナギシダ f. pinnatifida Sa. Kurata は縁に荒い突起が出るもので佐賀県で発見されたが、奇形的な型と見られる。
他にヒメイワヤナギシダは本種に似て小型のもので日本の和歌山県のみから知られるが、これはヒメサジランとの雑種と推定されている。

## 保護の状況
環境省のレッドデータブックには取り上げられていない。都府県別では千葉県、東京都、神奈川県、京都府などで指定がある。問題とされているのは多くの場合に環境悪化、森林の減少などである。